# Ashleigh Barty
Ashleigh Barty (Ipswich, Ausztrália, 1996. április 24. –) világelső ausztrál hivatásos teniszezőnő, egyéni világbajnok, az ITF világbajnoka (2019), vegyes párosban olimpiai bronzérmes, junior és háromszoros felnőtt Grand Slam-tornagyőztes teniszjátékos. 

## Pályafutása
2014–2015-ben hivatásos krikettjátékos volt, majd visszatért a profi teniszhez.
2010–2022 közötti profi pályafutása során 15 egyéni és 12 páros WTA-tornát nyert meg, emellett négy egyéni és kilenc páros ITF-tornán végzett az első helyen. Juniorként megnyerte a 2011-es wimbledoni teniszbajnokság lány egyéni versenyét. 2011-ben a kombinált junior világranglistán a 2. helyen állt.
A Grand Slam tornákon a legjobb eredménye egyéniben a 2019-es Roland Garroson, a 2021-es wimbledoni teniszbajnokságon, valamint a 2022-es Australian Openen elért győzelem. Párosban a 2018-as US Openen az amerikai Coco Vandeweghe párjaként megszerezte a trófeát. Vegyes párosban 2013-ban Wimbledonban és 2014-ben a US Openen a negyeddöntőig jutott.
2019-ben megnyerte a WTA év végi világbajnokságát, a WTA Finals tornát.
A világranglista élére 2019. június 24-én került, és augusztus 11-ig, hét héten keresztül állt ott, majd szeptember 9-én ismét az élre került, és ezt követően 2019-ben, 2020-ban és 2021-ben is világelsőként zárta az évet. Visszavonulásáig összesen 120 héten keresztül volt a világ legjobb női teniszezője. Párosban a legjobb világranglista-helyezése az 5. hely volt 2018. május 21-én. 2013-tól Ausztrália Fed-kupa csapatának tagja, amellyel 2014-ben a világcsoport elődöntőjébe jutott.
2014. szeptemberben úgy döntött, hogy felhagy a teniszezéssel, és krikettezéssel folytatja sportpályafutását. A 2015-ös szezonban a Queensland Fire és a Brisbane Heat női krikettcsapatának tagjaként szerepelt az ausztrál női krikettbajnokságban. 2016. februárban visszatért a hivatásos teniszhez. 2018-ban pályafutása eddigi legnagyobb sikereként megnyerte a WTA Elite Trophy tornát.
2019-ben ő kapta az év legjobb ausztrál sportolójának járó "The Don" díjat. 2021-ben megnyerte a wimbledoni teniszbajnokságot.
2022. március 23-án váratlanul bejelentette, hogy visszavonul a profi tenisztől.
2022 júliusban összeházasodott Garry Kissick ausztrál golfozóval, 2023 júliusban megszületett fiuk, Hayden.

## Junior Grand Slam döntői

### Egyéni

#### Győzelmek (1)
| Év   | Bajnokság | Borítás | Ellenfél         | Eredmény    |
| ---- | --------- | ------- | ---------------- | ----------- |
| 2011 | Wimbledon | Fű      | Irina Hromacsova | 7–5, 7–6(3) |

## Grand Slam döntői

### Egyéni

#### Győzelmei (3)
| Év   | Bajnokság       | Borítás | Ellenfél            | Eredmény         |
| ---- | --------------- | ------- | ------------------- | ---------------- |
| 2019 | Roland Garros   | Salak   | Markéta Vondroušová | 6–1, 6–3         |
| 2021 | Wimbledon       | Fű      | Karolína Plíšková   | 6–3, 6–7(4), 6–3 |
| 2022 | Australian Open | Kemény  | Danielle Collins    | 6–3, 7–6(2)      |

### Páros

#### Győzelmei (1)
| Év   | Bajnokság | Borítás | Partner         | Ellenfél                        | Eredmény            |
| ---- | --------- | ------- | --------------- | ------------------------------- | ------------------- |
| 2018 | US Open   | Kemény  | Coco Vandeweghe | Babos Tímea Kristina Mladenovic | 3–6, 7–6(2), 7–6(6) |

#### Elveszített döntői (5)
| Év   | Bajnokság       | Borítás | Partner            | Ellenfél                             | Eredmény         |
| ---- | --------------- | ------- | ------------------ | ------------------------------------ | ---------------- |
| 2010 | Wimbledon       | Fű      | Casey Dellacqua    | Hszie Su-vej Peng Suaj               | 6–7(1), 1–6      |
| 2010 | US Open         | Kemény  | Casey Dellacqua    | Andrea Hlaváčková Lucie Hradecká     | 7–6(4), 1–6, 4–6 |
| 2013 | Australian Open | Kemény  | Casey Dellacqua    | Sara Errani Roberta Vinci            | 2–6, 6–3, 2–6    |
| 2017 | Roland Garros   | Salak   | Casey Dellacqua    | Bethanie Mattek-Sands Lucie Šafářová | 2–6, 1–6         |
| 2019 | US Open         | Kemény  | Viktorija Azaranka | Arina Szabalenka Elise Mertens       | 5–7, 5–7         |

## WTA-döntői

### Egyéni

#### Győzelmei (14)
| Összesítés                                   |                               |
| Grand Slam-torna (3)                         |                               |
| Premier Mandatory (1)                        | WTA 1000 (mandatory)* (1)     |
| Premier Five (0)                             | WTA 1000 (non-mandatory)* (1) |
| Premier (2)                                  | WTA 500* (3)                  |
| International (2)                            | WTA 250* (0)                  |
| WTA Finals (1)                               |                               |
| Tournament of Champions/WTA Elite Trophy (1) |                               |
| Olimpia (0)                                  |                               |

*2021-től megváltozott a tornák kategóriáinak elnevezése.
| No. | Dátum               | Helyszín                             | Borítás    | Ellenfél a döntőben | Eredmény a döntőben | Eredmény a döntőben |
| 1.  | 2017. március 5.    | Malaysian Open, Kuala Lumpur         | Kemény     | Hibino Nao          | 6–3, 6–2            |                     |
| 2.  | 2018. június 17.    | Nottingham Open, Nottingham          | Fű         | Konta Johanna       | 6–3, 3–6, 6–4       |                     |
| 3.  | 2018. november 4.   | WTA Elite Trophy, Csuhaj             | Kemény (f) | Vang Csiang         | 6–3, 6–4            | részletek           |
| 4.  | 2019. március 30.   | Miami Open presented by Itaú, Miami  | Kemény     | Karolína Plíšková   | 7–6(1), 6–3         |                     |
| 5.  | 2019. június 8.     | Roland Garros, Párizs                | Salak      | Markéta Vondroušová | 6–1, 6–3            | részletek           |
| 6.  | 2019. június 23.    | AEGON Classic, Birmingham            | Fű         | Julia Görges        | 6–3, 7–5            |                     |
| 7.  | 2019. november 3.   | WTA Finals, Sencsen                  | Kemény (f) | Elina Szvitolina    | 6–4, 6–3            | részletek           |
| 8.  | 2020. január 18.    | Adelaide International, Adelaide     | Kemény     | Dajana Jasztremszka | 6–2, 7–5            |                     |
| 9.  | 2021. február 7.    | Yarra Valley Classic, Melbourne      | Kemény     | Garbiñe Muguruza    | 7–6(3), 6–4         |                     |
| 10. | 2021. április 3.    | Miami Open, Miami                    | Kemény     | Bianca Andreescu    | 6–3, 4–0, feladta   |                     |
| 11. | 2021. április 25.   | Porsche Tennis Grand Prix, Stuttgart | Salak (f)  | Arina Szabalenka    | 3–6, 6–0, 6–3       |                     |
| 12. | 2021. július 10.    | Wimbledon, London                    | Fű         | Karolína Plíšková   | 6–3, 6–7(4), 6–3    | részletek           |
| 13. | 2021. augusztus 22. | Cincinnati Open, Mason               | Kemény     | Jil Teichmann       | 6–3, 6–1            |                     |
| 14. | 2022. január 9.     | Adelaide International, Adelaide     | Kemény     | Jelena Ribakina     | 6–3, 6–2            |                     |
| 15. | 2022. január 29.    | Australian Open, Melbourne           | Kemény     | Danielle Collins    | 6–3, 7–6(2)         | részletek           |

#### Elveszített döntői (6)
| No. | Dátum                | Helyszín                          | Borítás | Ellenfél a döntőben | Eredmény a döntőben | Eredmény a döntőben |
| 1.  | 2017. június 25.     | AEGON Classic, Birmingham         | Fű      | Petra Kvitová       | 6–4, 3–6, 2–6       |                     |
| 2.  | 2017. szeptember 30. | Wuhan Open, Vuhan                 | Kemény  | Caroline Garcia     | 7–6(3), 6–7(4), 2–6 |                     |
| 3.  | 2018. január 13.     | Apia International Sydney, Sydney | Kemény  | Angelique Kerber    | 4–6, 4–6            |                     |
| 4.  | 2019. január 12.     | Apia International Sydney, Sydney | Kemény  | Petra Kvitová       | 6–1, 5–7, 6–7(3)    |                     |
| 5.  | 2019. október 6.     | China Open, Peking                | Kemény  | Ószaka Naomi        | 6–3, 3–6, 2–6       |                     |
| 6.  | 2021. május 8.       | Mutua Madrid Open, Madrid         | Salak   | Arina Szabalenka    | 0–6, 6–3, 4–6       |                     |

### Páros

#### Győzelmei (12)
| Összesítés                                   |                               |
| Grand Slam-torna (1)                         |                               |
| Premier Mandatory (1)                        | WTA 1000 (mandatory)* (0)     |
| Premier Five (2)                             | WTA 1000 (non-mandatory)* (1) |
| Premier (2)                                  | WTA 500* (1)                  |
| International (4)                            | WTA 250* (0)                  |
| WTA Finals (0)                               |                               |
| Tournament of Champions/WTA Elite Trophy (0) |                               |
| Olimpia (0)                                  |                               |

*2021-től megváltozott a tornák kategóriáinak elnevezése.
| No. | Dátum               | Helyszín                                                | Borítás   | Partner            | Ellenfél a döntőben                        | Eredmény a döntőben | Eredmény a döntőben |
| 1.  | 2013. június 16.    | AEGON Classic, Birmingham, Egyesült Királyság           | Fű        | Casey Dellacqua    | Cara Black Marina Eraković                 | 7–5, 6–4            |                     |
| 2.  | 2014. május 24.     | Internationaux de Strasbourg, Strasbourg, Franciaország | Salak     | Casey Dellacqua    | Tatiana Búa Daniela Seguel                 | 4–6, 7–5, [10–4]    |                     |
| 3.  | 2017. március 5.    | Malaysian Open, Kuala Lumpur, Malajzia                  | Kemény    | Casey Dellacqua    | Nicole Melichar Ninomija Makoto            | 7–6 (5), 6–3        |                     |
| 4.  | 2017. május 27.     | Internationaux de Strasbourg, Strasbourg, Franciaország | Kemény    | Casey Dellacqua    | Csan Hao-csing Csan Jung-zsan              | 6–4, 6–2            |                     |
| 5.  | 2017. június 25.    | AEGON Classic, Birmingham, Nagy-Britannia               | Fű        | Casey Dellacqua    | Csan Hao-csing Csang Suaj                  | 6-1, 2–6, [10–8]    |                     |
| 6.  | 2018. április 1.    | Miami Open, Miami, Egyesült Államok                     | Kemény    | Coco Vandeweghe    | Barbora Krejčíková Kateřina Siniaková      | 6-2, 6–1            |                     |
| 7.  | 2018. május 20.     | Internazionali BNL d'Italia, Róma, Olaszország          | Salak     | Demi Schuurs       | Andrea Sestini Hlaváčková Barbora Strýcová | 6-3, 6–4            |                     |
| 8.  | 2018. augusztus 12. | Canadian Open, Montréal, Kanada                         | Kemény    | Demi Schuurs       | Latisha Chan Jekaterina Makarova           | 4–6, 6–3, [10–8]    |                     |
| 9.  | 2018. szeptember 9. | 2018-as US Open – női páros, New York, USA              | Kemény    | Coco Vandeweghe    | Babos Tímea Kristina Mladenovic            | 3–6, 7–6(2), 7–6(6) |                     |
| 10. | 2019. május 19.     | Internazionali BNL d'Italia, Róma, Olaszország          | Salak     | Viktorija Azaranka | Anna-Lena Grönefeld Demi Schuurs           | 4–6, 6–0, [10–3]    |                     |
| 11. | 2021. április 25.   | Porsche Tennis Grand Prix, Stuttgart, Németország       | Salak (f) | Jennifer Brady     | Desirae Krawczyk Bethanie Mattek-Sands     | 6–4, 5–7, [10–5]    |                     |
| 12. | 2022. január 8.     | Adelaide International, Adelaide, Ausztrália            | Kemény    | Storm Sanders      | Darija Jurak Andreja Klepač                | 6–1, 6–4            |                     |

#### Elveszített döntői (9)
| No. | Dátum               | Helyszín                                               | Borítás | Partner            | Ellenfél a döntőben                  | Eredmény a döntőben | Eredmény a döntőben |
| 1.  | 2013. január 25.    | Australian Open, Melbourne, Ausztrália                 | Kemény  | Casey Dellacqua    | Sara Errani Roberta Vinci            | 2–6, 6–3, 2–6       |                     |
| 2.  | 2013. július 6.     | Wimbledoni teniszbajnokság, London, Egyesült Királyság | Fű      | Casey Dellacqua    | Hszie Su-vej Peng Suaj               | 6–7(1), 1–6         |                     |
| 3.  | 2013. szeptember 9. | US Open, New York, Egyesült Államok                    | Kemény  | Casey Dellacqua    | Andrea Hlaváčková Lucie Hradecká     | 7–6(4), 1–6, 4–6    |                     |
| 4.  | 2014. június 15.    | AEGON Classic, Birmingham, Egyesült Királyság          | Fű      | Casey Dellacqua    | Raquel Kops-Jones Abigail Spears     | 6–7(1), 1–6         |                     |
| 5.  | 2017. június 11.    | Roland Garros, Párizs, Franciaország                   | Salak   | Casey Dellacqua    | Bethanie Mattek-Sands Lucie Šafářová | 2–6, 1–6            |                     |
| 6.  | 2017. július 1.     | AEGON International, Eastbourne, Egyesült Királyság    | Fű      | Casey Dellacqua    | Csan Jung-zsan Martina Hingis        | 3–6, 5–7            |                     |
| 7.  | 2017. augusztus 26. | Connecticut Open, New Haven, Egyesült Államok          | Kemény  | Casey Dellacqua    | Gabriela Dabrowski Hszü Ji-fan       | 6–3, 3–6, [8–10]    |                     |
| 8.  | 2019. szeptember 8. | US Open, New York, Egyesült Államok                    | Kemény  | Viktorija Azaranka | Arina Szabalenka Elise Mertens       | 5–7, 5–7            |                     |
| 9.  | 2020. január 12.    | Brisbane International, Brisbane, Ausztrália           | Kemény  | Kiki Bertens       | Hszie Su-vej Barbora Strýcová        | 6–3, 6–7(7), [8–10] |                     |

## ITF döntői
| Díjazás        |
| -------------- |
| $100,000 torna |
| $75,000 torna  |
| $50,000 torna  |
| $25,000 torna  |
| $15,000 torna  |
| $10,000 torna  |

### Egyéni  (4–2)
| Eredmény | No. | Dátum             | Torna                          | Borítás | Ellenfél          | Eredmény    |
| Győztes  | 1.  | 2012. február 19. | Sydney, Ausztrália             | Kemény  | Olivia Rogowska   | 6–1, 6–3    |
| Győztes  | 2.  | 2012. február 26. | Mildura, Ausztrália            | Fű      | Viktorija Rajicic | 6–1, 7–6(8) |
| Döntős   | 1.  | 2012. március 25. | Ipswich, Ausztrália            | Salak   | Sandra Zaniewska  | 6–7(5), 1–6 |
| Győztes  | 3.  | 2012. június 17.  | Nottingham, Egyesült Királyság | Fű      | Tatjana Malek     | 6–1, 6–1    |
| Döntős   | 2.  | 2012. október 6.  | Esperance, Ausztrália          | Kemény  | Olivia Rogowska   | 0–6, 3–6    |
| Győztes  | 4.  | 2012. október 28. | Traralgon, Ausztrália          | Kemény  | Arina Rodionova   | 6–2, 6–3    |

### Páros (9–2)
| Eredmény | No. | Dátum              | Torna                          | Borítás | Partner         | Ellenfél                                | Eredmény            |
| Győztes  | 1.  | 2012. június 16.   | Nottingham, Egyesült Királyság | Fű      | Sally Peers     | Jani Réka Luca Maria João Koehler       | 7–6(2), 3–6, [10–5] |
| Győztes  | 2.  | 2012. október 5.   | Esperance, Ausztrália          | Kemény  | Sally Peers     | Victoria Larrière Olivia Rogowska       | 4–6, 7–6(5), [10–4] |
| Döntős   | 1.  | 2012. október 28.  | Traralgon, Ausztrália          | Kemény  | Sally Peers     | Arina Rodionova Cara Black              | 6–2, 6–7(4), [8–10] |
| Győztes  | 3.  | 2012. november 2.  | Bendigo, Ausztrália            | Kemény  | Sally Peers     | Arina Rodionova Cara Black              | 7–6(12), 7–6(5)     |
| Győztes  | 4.  | 2012. november 24. | Toyota, Japán                  | Szőnyeg | Casey Dellacqua | Miki Miyamura Varatchaya Wongteanchai   | 6–1, 6–2            |
| Győztes  | 5.  | 2013. március 24.  | Innisbrook, Egyesült Államok   | Salak   | Alizé Lim       | Paula Cristina Gonçalves María Irigoyen | 6–1, 6–3            |
| Győztes  | 6.  | 2013. április 13.  | Pelham, Egyesült Államok       | Salak   | Arina Rodionova | Kao Sao-jüan Löo Hua-csen               | 6–4, 6–2            |
| Győztes  | 7.  | 2016. február 14.  | Perth, Ausztrália              | Kemény  | Jessica Moore   | Alison Bai Abbie Myers                  | 3–6, 6–4, [10–8]    |
| Döntős   | 2.  | 2016. február 28.  | Port Pirie, Ausztrália         | Kemény  | Casey Dellacqua | Lee Ya-hsuan Riko Sawayanagi            | 4–6, 5–7            |
| Győztes  | 8.  | 2016. március 20.  | Canberra, Ausztrália           | Salak   | Arina Rodionova | Kanae Hisami Varatchaya Wongteanchai    | 6–4, 6–2            |
| Győztes  | 9.  | 2016. március 25.  | Canberra, Ausztrália           | Salak   | Arina Rodionova | Hozumi Eri Kato Miju                    | 5–7, 6–3, [10–7]    |

## Eredményei Grand Slam-tornákon

### Egyéni
| Grand Slam | Australian Open | Australian Open    | Roland Garros | Roland Garros       | Wimbledon      | Wimbledon         | US Open        | US Open              |
| Év         | Eredmény        | Utolsó ellenfél    | Eredmény      | Utolsó ellenfél     | Eredmény       | Utolsó ellenfél   | Eredmény       | Utolsó ellenfél      |
| 2011       | −               | −                  | −             | −                   | −              | −                 | Selejtező (Q1) | Selejtező (Q1)       |
| 2012       | 1. kör          | Ana Tatisvili      | 1. kör        | Petra Kvitová       | 1. kör         | Roberta Vinci     | −              | −                    |
| 2013       | 1. kör          | Dominika Cibulková | 2. kör        | Marija Kirilenko    | Selejtező (Q1) | Selejtező (Q1)    | 2. kör         | A Pavljucsenkova     |
| 2014       | 1. kör          | Serena Williams    | 1. kör        | Alizé Cornet        | Selejtező (Q3) | Selejtező (Q3)    | 1. kör         | B Záhlavová-Strýcová |
| 2015       | −               | −                  | −             | −                   | −              | −                 | −              | −                    |
| 2016       | −               | −                  | −             | −                   | Selejtező (Q2) | Selejtező (Q2)    | −              | −                    |
| 2017       | 3. kör          | Mona Barthel       | 1. kör        | Madison Keys        | 1. kör         | Elina Szvitolina  | 3. kör         | Sloane Stephens      |
| 2018       | 3. kör          | Ószaka Naomi       | 2. kör        | Serena Williams     | 3. kör         | Darja Kaszatkina  | 4. kör         | Karolína Plíšková    |
| 2019       | Negyeddöntő     | Petra Kvitová      | Győztes       | Markéta Vondroušová | 4. kör         | Alison Riske      | 4. kör         | Vang Csiang          |
| 2020       | Elődöntő        | Sofia Kenin        | –             | –                   | elmaradt       | elmaradt          | –              | –                    |
| 2021       | Negyeddöntő     | Karolína Muchová   | 2. kör        | Magda Linette       | Győztes        | Karolína Plíšková | 3. kör         | Shelby Rogers        |
| 2022       | Győztes         | Danielle Collins   |               |                     |                |                   |                |                      |

### Párosban
| Grand Slam | Australian Open             | Australian Open                     | Roland Garros               | Roland Garros                 | Wimbledon                   | Wimbledon                       | US Open                  | US Open                            |
| Év         | Eredmény Partner            | Utolsó ellenfél                     | Eredmény Partner            | Utolsó ellenfél               | Eredmény Partner            | Utolsó ellenfél                 | Eredmény Partner         | Utolsó ellenfél                    |
| 2012       | 1. kör Laura Robson         | Dominika Cibulková Jill Craybas     | –                           | –                             | –                           | –                               | –                        | –                                  |
| 2013       | Döntő Casey Dellacqua       | Sara Errani Roberta Vinci           | 1. kör Casey Dellacqua      | Mona Barthel Līga Dekmeijere  | Döntő Casey Dellacqua       | Hszie Su-vej Peng Suaj          | Döntő Casey Dellacqua    | Andrea Hlaváčková Lucie Hradecká   |
| 2014       | 2. kör Casey Dellacqua      | Babos Tímea Petra Martić            | Negyeddöntő Casey Dellacqua | Sara Errani Roberta Vinci     | Negyeddöntő Casey Dellacqua | Sara Errani Roberta Vinci       | 1. kör Casey Dellacqua   | Gabriela Dabrowski Alicja Rosolska |
| 2015       | –                           | –                                   | –                           | –                             | –                           | –                               | –                        | –                                  |
| 2016       | –                           | –                                   | –                           | –                             | 1. kör Laura Robson         | Csan Hao-csing Csan Jung-zsan   | –                        | –                                  |
| 2017       | Negyeddöntő Casey Dellacqua | Caroline Garcia Kristina Mladenovic | Döntő Casey Dellacqua       | B Mattek-Sands Lucie Šafářová | Negyeddöntő Casey Dellacqua | J Makarova J Vesznyina          | 2. kör Casey Dellacqua   | Shuko Aoyama Jang Csao-hszüan      |
| 2018       | 2. kör Casey Dellacqua      | Jennifer Brady Vania King           | 1. kör Coco Vandeweghe      | Darija Jurak Donna Vekić      | –                           | –                               | Győzelem Coco Vandeweghe | Babos Tímea Kristina Mladenovic    |
| 2019       | 2. kör V Azaranka           | Jennifer Brady Alison Riske         | 3. kör V Azaranka           | Samantha Stosur Csang Suaj    | 3. kör V Azaranka           | Danielle Collins B Mattek-Sands | Döntő V Azaranka         | Arina Szabalenka Elise Mertens     |
| 2020       | 2. kör Julia Görges         | Babos Tímea Kristina Mladenovic     | –                           | –                             | elmaradt                    | elmaradt                        | –                        | –                                  |
| 2021       | 2. kör Jennifer Brady       | Elise Mertens Arina Szabalenka      | –                           | –                             | –                           | –                               | –                        | –                                  |

## Év végi világranglista-helyezései
| Év     | 2011 | 2012 | 2013 | 2014 | 2015 | 2016 | 2017 | 2018 | 2019 | 2020 | 2021 |
| Egyéni | 669. | 195. | 164. | 218. | −    | 325. | 17.  | 15.  | 1.   | 1.   | 1.   |
| Páros  | −    | 172. | 12.  | 39.  | −    | 261. | 11.  | 7.   | 19.  | 14.  | 102. |

## Díjai, elismerései
- Newcombe Medal[10] – a legjobb ifjúsági teniszezőnek (2010, 2011, 2012, 2013)
- Newcombe Medal – a legjobb páros teniszezőnek (Casey Dellacquával közösen (2013)
- Newcombe Medal – a legjobb női egyéni teniszezőnek (2017,[11] 2018[12])
- Az év játékosa (WTA) (2019)[13]
- Az ITF világbajnoka (2019)[14]